# Austrolimnophila terpsis
Austrolimnophila terpsis là một loài ruồi trong họ Limoniidae. Chúng phân bố ở miền Australasia.